# Burg Lindweiler
Die Burg Lindweiler ist eine abgegangene Wasserburg im gleichnamigen Ortsteil der Gemeinde Blankenheim im Kreis Euskirchen in Nordrhein-Westfalen, Hümmeler Str. 7.

## Geschichte
Während die Ansiedlung Lintwilere im Jahre 1114 erstmals nachgewiesen ist, findet ein dort gelegenes Gut in einer Urkunde aus dem Jahr 1212 Erwähnung. Augenscheinlich gehörte dieses bis dahin der Familie Arenberg, deren Mitglieder es dem Kloster Steinfeld zum Geschenk machen. Graf Lothar von Hochstaden befreite es in der Folge von der Steuer, eine Grundvoraussetzung zur Anerkennung als Adelssitz. 1328 erwarb dann Arnold von Rohr von der benachbarten gleichnamigen Burg ein festes Haus nebst Vorburg in Lindweiler, das er im Jahr 1344 dem Grafen von Jülich als Rechtsnachfolger der Hochstaden zu Lehen auftrug. Arnolt van Roir und seine Ehefrau, Stine van Lintzenich,  tragen am 19. Mai 1344 ihr Burghaus zu Lindweiler dem Markgrafen Wilhelm von Jülich als Offenhaus auf. Gesiegelt wurde die Urkunde von den Rittern Winanden van Roir und Godarde van Roir, seinem Vater und seinem Bruder. Mit der Heirat der Bela von Rohr, Tochter Arnolds und Witwe des Johan von Ulpenich gelangte Lindweiler dann vor 1376 an deren Gatten Tilman von Densborn. Die Urenkelin Elsa von Densborn brachte Lindweiler dann durch ihre Eheschließung (23. Januar 1479) an Wilhelm von Mirbach zu Arloff, der noch im gleichen Jahr durch die Grafen von Jülich mit dem Gut belehnt wurde. Später ist Gotthard von Densborn, Sohn von Elsa von Mirbachs Bruder Bernhard, im Besitz von Lindweiler. Von ihm gelangt es zunächst an den Sohn Johann von Densborn zu Lindweiler und in der Folge über dessen Schwester Catharina von Densborn in das Eigentum der Familie von Metternich. Catharina von Dendborn hatte im Jahr 1541 Hans von Metternich zu Vettelhofen (* 1500), Amtmann zu Saffenburg geheiratet. Ihr Enkel, Edmund von Metternich zu Vettelhofen und Kaldenborn († 11. April 1617) heiratete wiederum in zweiter Ehe (9. Mai 1609) in der „Maria Elise Print von Horchheim genannt von der Broel“ ein Mitglied der wiederum auf Burg Rohr begüterten Familie. Universalerbin wurde ihre gemeinsame Tochter Maria Catharina von Metternich zu Vettelhoven († 20. Juni 1648), die 1630 die Ehe mit Johann Freiherr von Harff zu Dreiborn (†  15. Dezember 1672), Jülicher Erbmarschall, Amtmann zu Monschau, Kurpfälzischer Kämmerer und Rat eingegangen war.
Die von Harff blieben über fünf Generationen im Besitz von Lindweiler, bis zu Maria Anna Adolfine von Harff (†  18. Mai 1783), die als einziges Kind des Kurpfälzisch Wirklich Geheimen Rats Alfons Damian Hyacinth Freiherr von Harff (* 7. Oktober 1713; † 1757 auf der Zitadelle Irlich) heiratete, in dem sie im Jahre 1771 den kurkölnischen Oberstwachtmeister und Kammerherrn Clemens Johann Nepomuk Joseph Freiherrn von Manteuffel (* 25. Februar 1740; † ) ehelichte. Nachdem bereits im Jahr 1791 der aus dem Harff’schen Nachlass rührende Besitz Burg Ringsheim wegen hoher Schulden verkauft werden musste, blieb Lindweiler im Besitz derer von Manteuffel. 1810 zahlte Anton von Manteuffel (1781–1870)auf Burg Freilingen seine Brüder Max und Carl aus und wurde so alleiniger Eigentümer zu Lindweiler, doch war auch dieses überschuldet. Am 15. Januar 1846 veräußert er es für 6.000 Berliner Taler an den in Erkrath wohnenden Apotheker Wilhelm Arnold Kemmerich. Das Gut umfasste zu diesem Zeitpunkt noch 416 Morgen Wald, Wiesen und Ackerland. Bei dem Verkauf gab Anton von Manteuffel an, dass es sich bei Lindweiler um ein ehemaliges Rittergut handelt, das augenblicklich aber nicht in den Matrikeln eingetragen sei. Sollte Kemmerich es in diese wieder eintragen lassen (können), erhöhte sich der Kaufpreis um 700 Taler. Der später in Bonn ansässige Kemmerich ließ nach dem Erwerb die mangels Mittel vernachlässigten Gebäude niederlegen und einen neuen Gutshof aufführen.
Während der zweiten Hälfte des 19. Jahrhunderts wechselten nach Wackenroder die Besitzer von Gut Lindweiler fünfmal. Danach müsste der in Lommersdorf lebende Kaufmann und Gastwirt Nicolaus Vosen (1812–1898) das Ende dieser Kette von bürgerlichen Besitzern durch seinen Erwerb im Jahre 1891 bilden. Vosen bezog das Gut auch selbst und ließ es durch seine zahlreichen Kinder bewirtschaften. Nach seinem frühen Tod veräußern diese das Gut in Gemeinschaft mit ihrer Mutter bzw. Stiefmutter, Anna Vosen geb. Herschbach, im Jahr 1902 für 47.500 Mark, wobei Hypotheken über 34.000 Mark auf der Immobilie lasteten. Neuer Eigentümer wurde der auf Burg Morenhoven wohnende, unverheiratete Rentner und Weingutsbesitzer Josef von Jordans (* 9. Juli 1866 in Lüftelberg; † 8. Juni 1904 in Bonn). Nach dessen Tod erbte der Neffe, Carl von Jordans (* 28. März 1881 in Bonn). Wie in den vorangegangenen Jahrhunderten, in denen überwiegend Pächter Gut Lindweiler bewohnten, verpachtete auch Jordans die Anlage.

## Beschreibung
Nach Wackenroder umschlossen die Wirtschaftsgebäude einen großen Hof, ihre Außenmauern bildeten dabei die Ringmauer. Das Herrenhaus war hiernach ähnlich den vergleichbaren Anlagen in Freilingen, Marmagen oder Urft (Burg Dalbenden) ein zweigeschossiger Bau mit angebautem Treppenturm. Der Wasserzufluss, aus dem wohl auch die ursprünglich vorhandenen Wassergräben gefüllt wurden, erfolgte vermutlich über einen nördlich des Ortes Lindweiler entspringenden kurzen Zufluss des Wellbaches.

## Heutiger Zustand

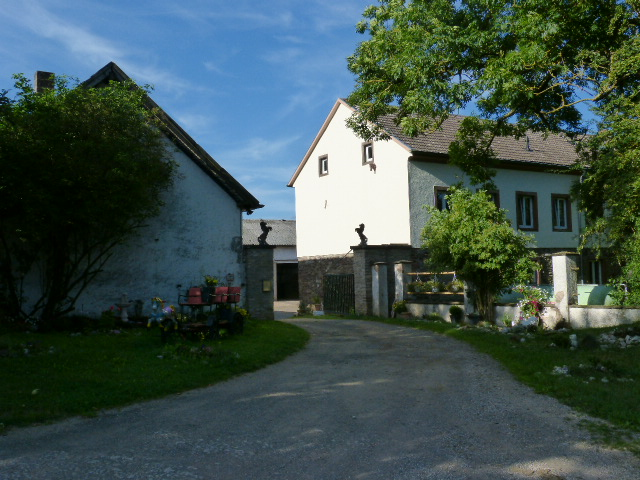
Hofanlage auf dem ehemaligen Burgstandort

Der heutige Gutshof entstand nach Abbruch der alten Burggebäude im Jahre 1846, wobei das Gutshaus die Lage des ehemaligen Burghauses angibt. Oberirdisch sind weder bauliche Anlagen noch Reste der Gräben erhalten.